# Sinowilsonia henryi
Sinowilsonia henryi – gatunek roślin z monotypowego rodzaju Sinowilsonia z rodziny oczarowatych (Hamamelidaceae). Występuje w środkowych, południowych i południowo-wschodnich Chinach (prowincje: Gansu, Henan, Hubei, Shaanxi, Shanxi, Syczuan). Rośnie w lasach, zwykle wzdłuż strumieni, na rzędnych od 800 do 1500 m n.p.m.
Okazy tego gatunku uprawiane są jako ozdobne. W Europie Środkowej są one rzadko spotykane, zwykle tylko w kolekcjach botanicznych.
Nazwa naukowa upamiętnia Ernesta Henry’ego Wilsona (1876–1930), kolekcjonera roślin i dyrektora Arnold Arboretum, oraz Augustine’a Henry’ego (1857–1930), urzędnika i kolekcjonera roślin w Chinach, później profesora leśnictwa w Dublinie.

## Morfologia
PokrójKrzewy i niskie drzewa zwykle do 8 m wysokości. Młode pędy pokryte są gwiazdkowatymi włoskami, ale pąki są nagie.
LiścieOpadające zimą, skrętoległe, o blaszce eliptycznej do jajowatej, do 15 cm długości, zwykle nieco asymetrycznej, na brzegu piłkowanej. Liście są ogonkowe, u nasady z odpadającymi, równowąsko lancetowatymi przylistkami. Młode liście pokryte są gwiazdkowatymi włoskami.
KwiatyJednopłciowe, zebrane w szczytowe, zwisające, kłosokształtne kwiatostany. Kwiatostany są zielonkawe i pokryte gwiazdkowatymi włoskami. Kwiatostany męskie osiągają 5 cm, a żeńskie 3 cm (w czasie owocowania znacznie się wydłużają). Kwiaty wsparte są przysadkami. Płatków korony brak. Działek kielicha jest pięć, mają one łopatkowaty kształt i ich końce wystają z urnowatego dna kwiatowego obrastającego kwiat. W kwiatach męskich znajduje się 5 pręcików, naprzeciwległych działkom, o krótkich nitkach i elipsoidalnych pylnikach. Zalążnia w nich jest szczątkowa. Z kolei w kwiatach żeńskich zamiast pręcików rozwijają się prątniczki, zalążnia jest dwukomorowa, z pojedynczymi zalążkami w każdej z komór, zwieńczona dwiema długimi, cienkimi szyjkami ze zbiegającymi po nich znamionami.
OwoceTwarde, drewniejące, jajowato-kulistawe, pokryte gwiazdkowatymi włoskami torebki, otwierające się dwiema klapami i zawierające dwa nasiona.

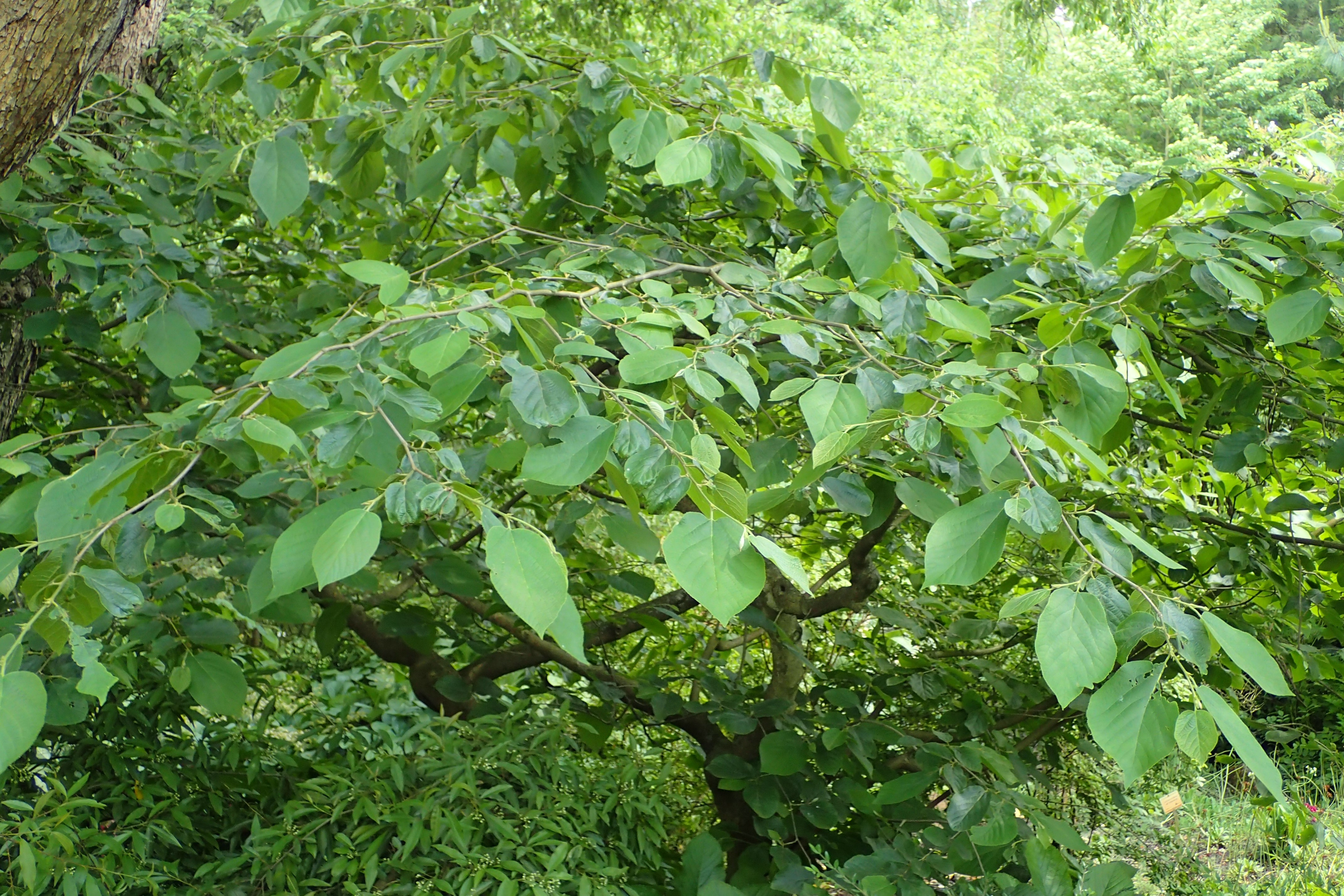
Pokrój
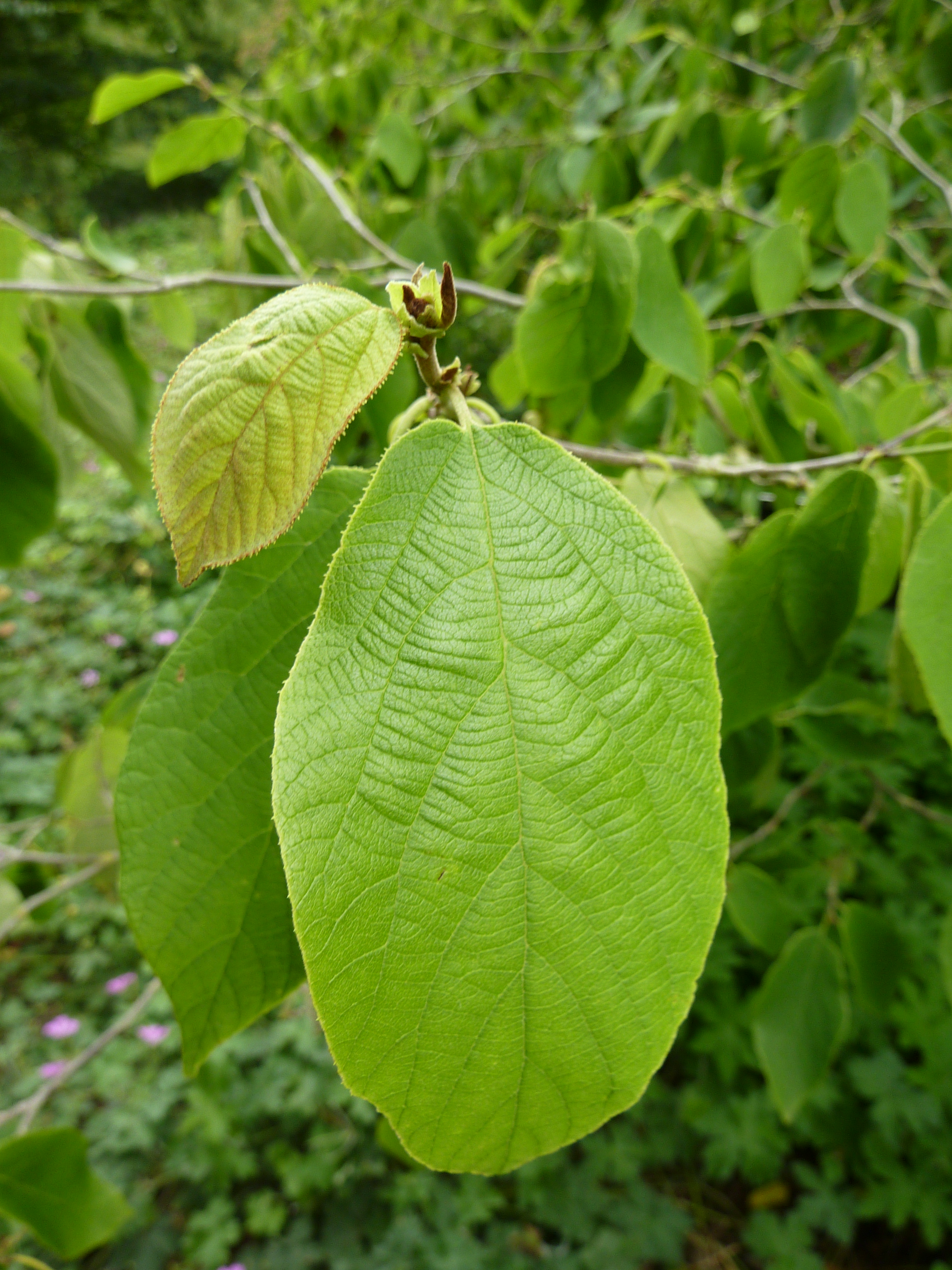
Liść
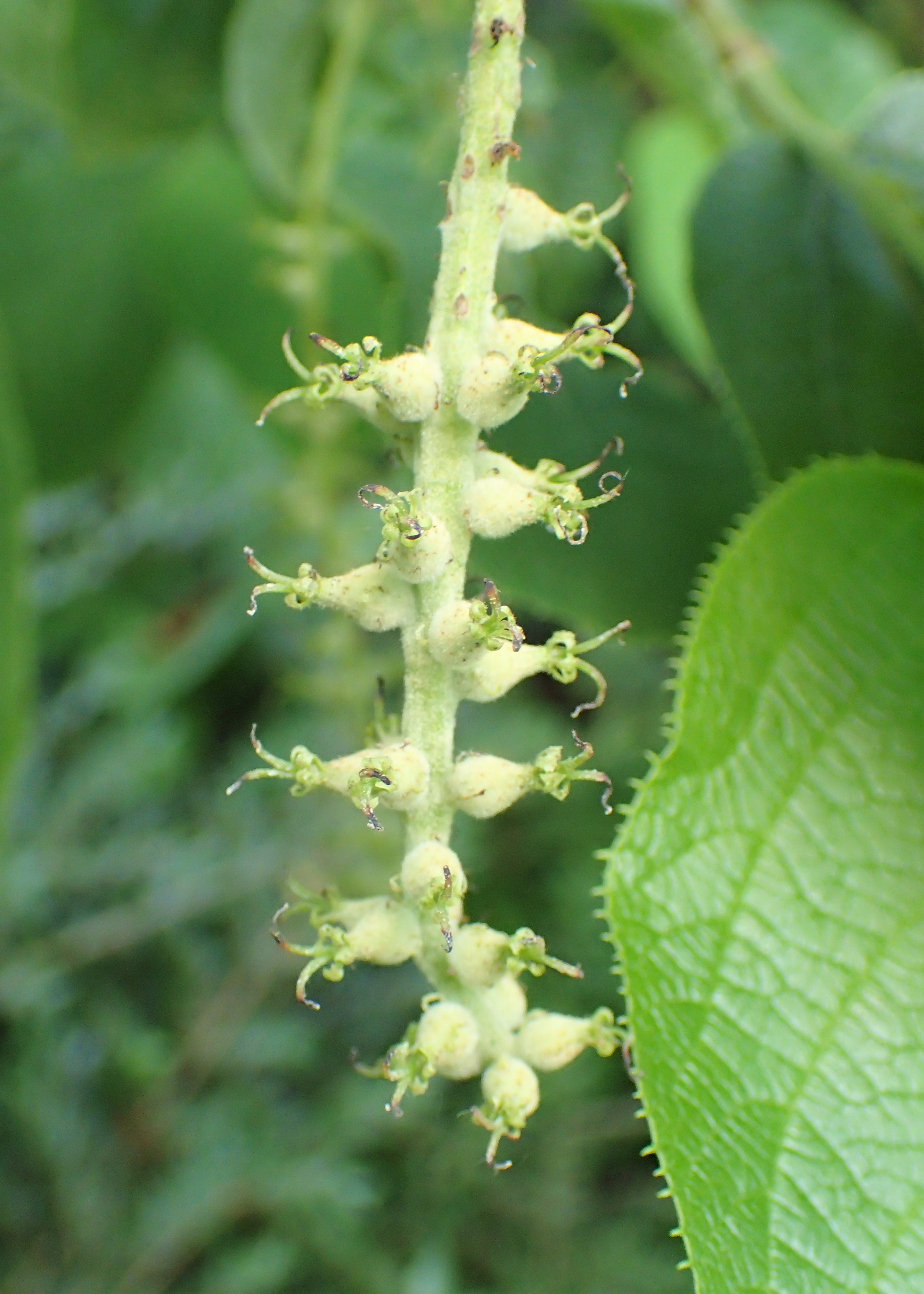
Kwiaty żeńskie
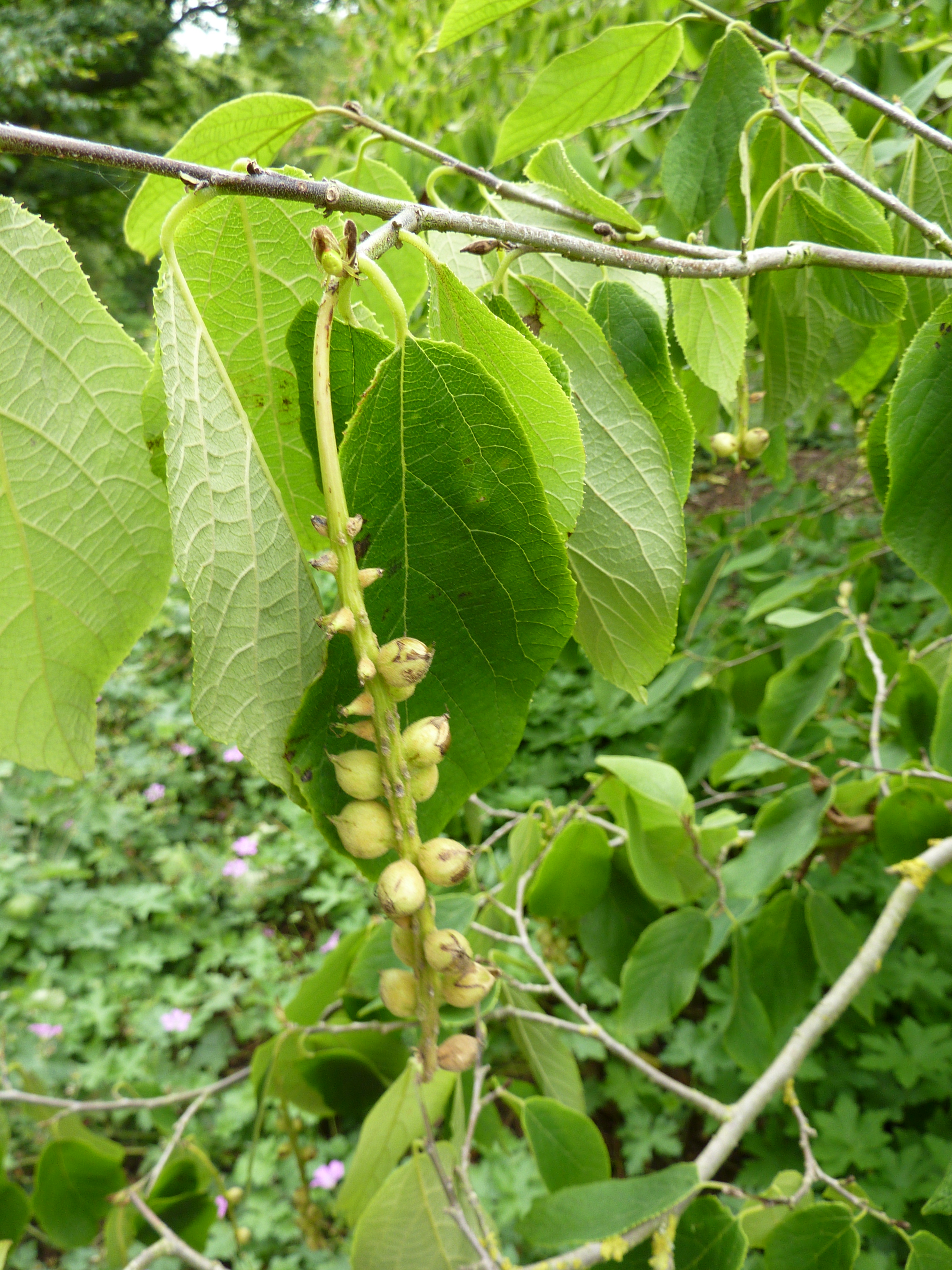
Owoce

## Systematyka
Pozycja systematyczna
Jedyny gatunek w obrębie rodzaju Sinowilsonia Hemsley, Hooker’s Icon. Pl. 29: ad t. 2817. Dec 1906. Rodzaj ten należy do podrodziny Hamamelidoideae Burnett w obrębie rodziny oczarowatych (Hamamelidaceae) z rzędu skalnicowców (Saxifragales).